# Elecciones generales de Trinidad y Tobago de 1991
Las elecciones generales de Trinidad y Tobago de 1991 tuvieron lugar el 16 de diciembre del mencionado año, con el objetivo de renovar los 36 escaños de la Cámara de Representantes, que a su vez investiría a un primer ministro, formalmente designado por el presidente de la república. Se realizaron en medio de la fuerte crisis económica y política que afectaba al gobierno de Arthur Robinson, de la Alianza Nacional para la Reconstrucción (NAR), con deserciones masivas dentro del partido gobernante, fundándose el socialdemócrata Congreso Nacional Unido (UNC). El antiguamente hegemónico Movimiento Nacional del Pueblo (PNM), que había sido derrotado por primera vez en los anteriores comicios luego de haber dominado la política del país durante treinta años, aspiraba a recuperar fácilmente el gobierno después de su amplia victoria en las elecciones locales de 1989.
El resultado estableció que el PNM, bajo el liderazgo de Patrick Manning, recuperara el gobierno con el 45.02% del voto popular y una mayoría absoluta de 21 escaños, habiendo recibido tan solo 3 en la elección anterior. La NAR fue de este modo expulsada del poder después de un solo mandato con la derrota más abrumadora para un oficialismo en funciones hasta el momento. Habiendo recibido dos tercios de los votos y más de tres cuartos de los escaños en 1986, acabó recibiendo menos de un cuarto del voto popular (24.50%) y solo 2 bancas, ambas en representación de la isla de Tobago, ubicándose en un humillante tercer puesto. No fue así con el recientemente fundado UNC que, encabezado por Basdeo Panday, obtuvo un muy buen resultado al lograr arrebatar a la NAR su papel de principal oponente del PNM, obteniendo el segundo lugar con el 29.06% de los votos y 13 escaños, con lo que se garantizó más de un tercio de representación parlamentaria y consagró a Panday como líder de la oposición en su primer desafío electoral. En cuarto y último lugar quedó el Comité Nacional de Acción Conjunta (NJAC), del nacionalista negro y líder de la revolución del Poder Negro, Makandal Daaga, con el 1.11% de los votos y ningún escaño. Hubo cinco candidatos independientes, los cuales se repartieron el 0.31% restante. La participación fue del 67.45% del electorado registrado, dos puntos más que en los anteriores comicios.
Con este resultado, Patrick Manning asumió el día posterior de las elecciones como el cuarto primer ministro de Trinidad y Tobago. A pesar de su retorno al poder, se trató de la primera elección desde la independencia en la que el partido ganador no recibía una mayoría absoluta de votos, y la sumatoria entre el UNC y la NAR hubiera dado la victoria a ambas fuerzas con el 53.56%, por lo que se consideró poco probable un retorno de la anterior hegemonía del PNM. Efectivamente, en las siguientes elecciones, los dos partidos opositores formaron un gobierno de coalición, nuevamente derrocando al PNM del poder después de un solo período.

## Antecedentes
En las elecciones de 1986, la Alianza Nacional para la Reconstrucción (NAR), una fuerza política de amplio espectro ideológico liderada por Arthur Robinson, que hizo campaña mayormente sobre una plataforma multirracial y en contra de la corrupción, obtuvo un arrollador triunfo con casi dos tercios de los votos y 33 de los 36 escaños sobre el hasta entonces hegemónico Movimiento Nacional del Pueblo (PNM) que gobernaba desde antes de la independencia del país, y Robinson se convirtió en el primer gobernante ajeno al PNM, asumiendo formalmente el cargo el 19 de diciembre del mismo año. Habiendo llegado al poder con una abrumadora aprobación pública, el gobierno de Robinson rápidamente se desgastó, principalmente debido a sus políticas económicas de austeridad fiscal y ajuste estructural, recomendadas por el Fondo Monetario Internacional. Las mismas resultaron en un aumento del desempleo y una reducción del 10% en los salarios del servicio público. En paralelo con la disminución de su popularidad, el polémico accionar económico, así como las luchas internas de la NAR, que había sido fundada por la fusión de partidos de ideologías que iban desde el liberalismo hasta el socialismo, llevaron a que varios ministros y parlamentarios desertaran a menos de un año de haber asumido el nuevo gobierno.
En octubre de 1988, el sindicalista laborista y representante del oficialismo Basdeo Panday, que había ejercido como Ministro de Asuntos Exteriores y Comercio Internacional en la primera etapa del gobierno de Robinson, fue expulsado la NAR junto a los parlamentarios Kelvin Ramnath y Trevor Sudama, en medio de la creciente crisis socioeconómica. Panday había acusado al gobierno de Robinson de discriminar a los indotrinitenses y de ejercer un liderazgo autocrático, y junto a Ramnath y Sudama estableció el Congreso Nacional Unido (UNC), que se registró formalmente el 30 de abril de 1989. Este nuevo partido, de carácter socialista y dominado por la población indotrinitense, comenzó rápidamente a crecer en adeptos e influencia política. Paralelamente, el Movimiento Nacional del Pueblo comenzó a recobrar fuerza bajo el liderazgo de Patrick Manning, uno de los tres únicos representantes electos y líder de la oposición parlamentaria desde 1986 hasta 1990, cuando la facción de desertores de la NAR al UNC fue lo suficientemente grande como para superar en escaños al PNM y de este modo Panday lo reemplazó en el cargo.
La crisis económica, social, política y étnica llegó a un punto culminante a mediados del año 1990. El 27 de julio de dicho año, la organización racista e islamista Jamaat al Muslimeen, liderada por el imán Yasin Abu Bakr, encabezó un impactante intento de golpe de Estado que culminó con el primer ministro y los parlamentarios tomados como rehenes en la Casa Roja, sede del parlamento, por seis días, durante los cuales el país estuvo a punto de caer en la anarquía y se produjeron protestas y saqueos, siendo destruidos varios edificios en Puerto España y Arima. Robinson fue golpeado por los golpistas y recibió disparos en la pierna derecha de parte de los rebeldes. Después de casi una semana de negociación, la organización islamista se rindió finalmente el 1 de agosto y el gobierno restableció su control. Aunque varios integrantes de Jamaat al Muslimeen fueron juzgados por traición, finalmente el gobierno de Robinson les ofreció una amnistía para asegurar que no volvieran a producirse intentos de sedición. Esto, sumado al descontento económico, destruyó por completo la legitimidad del gobierno y sus esperanzas de lograr una reelección.

## Sistema electoral
La Cámara de Representantes es la cámara baja del Parlamento de Trinidad y Tobago, elegida directamente por los habitantes del país mediante escrutinio mayoritario uninominal. Para las elecciones de 1991, el país estaba dividido en 36 circunscripciones, con 34 escaños representando a las islas de Trinidad y aledañas, y 2 representando a la región autónoma de la isla de Tobago. La constitución trinitense no fija realmente un período específico para la duración del mandato de los representantes electos, y la fecha de los comicios queda a discreción del primer ministro en acuerdo con el presidente. Sin embargo, desde la instauración del sufragio universal en el país, por convención el plazo de tiempo entre una elección y otra no suele ser mayor a cinco años.
Para estas elecciones, 141 candidatos disputaron las 36 circunscripciones, pertenecientes a cuatro partidos políticos: la oficialista Alianza Nacional para la Reconstrucción (NAR); el recientemente fundado Congreso Nacional Unido (UNC), que al momento de los comicios era la segunda fuerza parlamentaria con 6 escaños; el opositor y antiguamente hegemónico Movimiento Nacional del Pueblo (PNM), reducido a tercera minoría con solo 3 bancas; y el nacionalista negro Comité Nacional de Acción Conjunta (NJAC), única fuerza contendiente no representada en el parlamento. Hubo cinco candidatos independientes en cinco distintas circunscripciones (Fyzabad, Naparima, Puerto España Norte, Puerto España Sur, y Tobago Este), sin que ningún distrito se viera disputado por más de uno. Los cuatro partidos disputaron más de tres cuartos de los escaños, con la NAR y el PNM teniendo candidatos en la totalidad de las bancas; la UNC no presentó candidato únicamente en la circunscripción de Tobago Oeste, disputando los otros treinta y cinco distritos; y la NJAC disputó veintinueve, no presentando candidaturas en Caroni Este, La Brea, Naparima, Oropouche, Mayaro, San Fernando Este, y Tabaquite.

## Resultados

### Nivel general
|  | 45.02 % |

|  | 29.06 % |

|  | 24.50 % |

|  | 1.11 % |

|  | 0.31 % |

|  | 99.47 % |

|  | 0.53 % |

|  | 100.00 % |

|  | 67.45 % |

### Resultado por circunscripción
|  | 61.95 % |

|  | 28.74 % |

|  | 8.13 % |

|  | 1.18 % |

|  | 99.25 % |

|  | 0.75 % |

|  | 100.00 % |

|  | 63.09 % |

|  | 59.03 % |

|  | 25.68 % |

|  | 8.13 % |

|  | 1.02 % |

|  | 99.65 % |

|  | 0.35 % |

|  | 100.00 % |

|  | 63.47 % |

|  | 59.03 % |

|  | 20.39 % |

|  | 8.45 % |

|  | 1.25 % |

|  | 99.71 % |

|  | 0.29 % |

|  | 100.00 % |

|  | 60.11 % |

|  | 44.48 % |

|  | 34.46 % |

|  | 19.30 % |

|  | 1.76 % |

|  | 99.53 % |

|  | 0.47 % |

|  | 100.00 % |

|  | 61.96 % |

|  | 51.49 % |

|  | 30.45 % |

|  | 19.43 % |

|  | 1.63 % |

|  | 99.56 % |

|  | 0.44 % |

|  | 100.00 % |

|  | 68.68 % |

|  | 54.65 % |

|  | 28.40 % |

|  | 16.95 % |

|  | 99.53 % |

|  | 0.47 % |

|  | 100.00 % |

|  | 71.50 % |